# Liste des plantes en C4

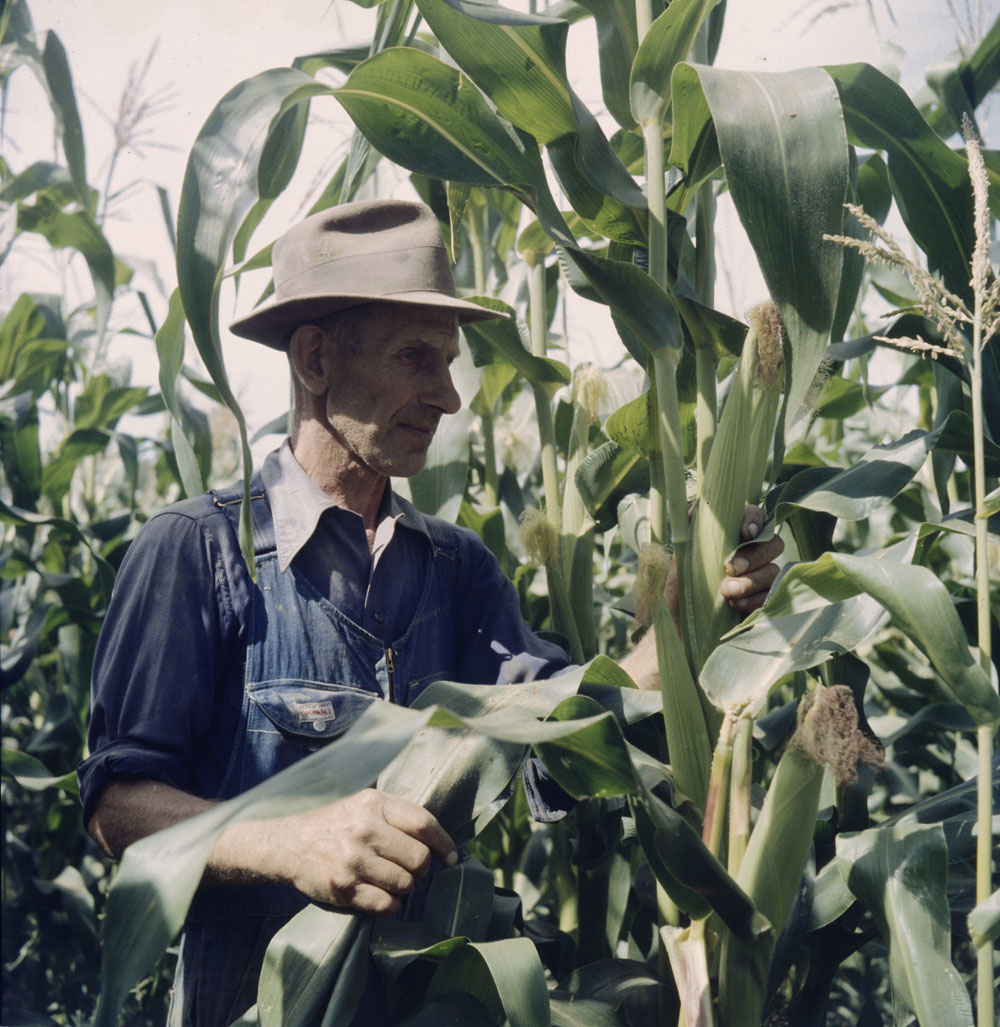
Le maïs (Zea mays, Poaceae) est la plante en la plus cultivée.

 (juillet 2023).
La mise en forme du texte ne suit pas les recommandations de Wikipédia : il faut le « wikifier ».
Les points d'amélioration suivants sont les cas les plus fréquents. Le détail des points à revoir est peut-être précisé sur la page de discussion.
- Les titres sont pré-formatés par le logiciel. Ils ne sont ni en capitales, ni en gras.
- Le texte ne doit pas être écrit en capitales (les noms de famille non plus), ni en gras, ni en italique, ni en « petit »…
- Le gras n'est utilisé que pour surligner le titre de l'article dans l'introduction, une seule fois.
- L'italique est rarement utilisé : mots en langue étrangère, titres d'œuvres, noms de bateaux, etc.
- Les citations ne sont pas en italique mais en corps de texte normal. Elles sont entourées par des guillemets français : « et ».
- Les listes à puces sont à éviter, des paragraphes rédigés étant largement préférés. Les tableaux sont à réserver à la présentation de données structurées (résultats, etc.).
- Les appels de note de bas de page (petits chiffres en exposant, introduits par l'outil «  Source ») sont à placer entre la fin de phrase et le point final[comme ça].
- Les liens internes (vers d'autres articles de Wikipédia) sont à choisir avec parcimonie. Créez des liens vers des articles approfondissant le sujet. Les termes génériques sans rapport avec le sujet sont à éviter, ainsi que les répétitions de liens vers un même terme.
- Les liens externes sont à placer uniquement dans une section « Liens externes », à la fin de l'article. Ces liens sont à choisir avec parcimonie suivant les règles définies. Si un lien sert de source à l'article, son insertion dans le texte est à faire par les notes de bas de page.
- La présentation des références doit suivre les conventions bibliographiques. Il est recommandé d'utiliser les modèles {{Ouvrage}}, {{Chapitre}}, {{Article}}, {{Lien web}} et/ou {{Bibliographie}}. Le mode d'édition visuel peut mettre en forme automatiquement les références.
- Insérer une infobox (cadre d'informations à droite) n'est pas obligatoire pour parachever la mise en page.

Pour une aide détaillée, merci de consulter Aide:Wikification.
Si vous pensez que ces points ont été résolus, vous pouvez retirer ce bandeau et améliorer la mise en forme d'un autre article.
Les plantes en C4  utilisent la voie de fixation du carbone en C4  pour augmenter leur efficacité photosynthétique en réduisant ou en supprimant la photorespiration, qui se produit principalement sous une faible concentration atmosphérique CO2, une forte lumière, une température élevée, en cas de sécheresse et de salinité,. Il existe environ 8100 espèces en C4 connues, qui appartiennent au moins à 61 lignées évolutives distinctes dans 19 familles (selon la classification APG IV) de plantes à fleurs. Parmi celles-ci, figurent des cultures importantes telles que le maïs, le sorgho et la canne à sucre, mais aussi des adventices et des espèces envahissantes. Bien que seulement 3 % des espèces de plantes à fleurs utilisent la fixation du carbone en C4, elles représentent 23 % de la production primaire mondiale. L'évolution répétée et convergente de plantes en C4 à partir d'ancêtres en C3 a nourri l'espoir de bio-ingénierie de la voie en C4  dans les cultures en C3 telles que le riz,.
La photosynthèse en C4 est probablement apparue il y a 30 à 35 millions d'années au cours de l'oligocène puis d'autres origines sont apparues, la plupart d'entre elles au cours de 15 derniers millions d'années. On trouve la plupart des plantes C4 dans les régions tropicales et chaudes, majoritairement dans les pelouses, où elles prédominent souvent. Si la plupart sont des graminées, on connaît également des plantes en C4 parmi les phorbes, les vignes, les arbustes et même certains arbres et plantes aquatiques.
Les plantes en C4 se distinguent généralement par leur ratio isotopique {\displaystyle \left({\tfrac {^{13}\mathrm {C} }{^{12}\mathrm {C} }}\right)} élevé par rapport aux plantes en C3 ou par l'anatomie typique de leurs feuilles. La répartition des lignées de C4 parmi les plantes a été permise grâce à la phylogénétique et est considérée comme bien documentée à la date de l'année 2016. Les monocotylédones – principalement des graminées (Poacées) et les joncs (Cypéracées) – représentent environ 80 % des espèces en C4, mais on les trouve également dans les dicotylédones.
La liste suivante présente les lignées en C4 connues, par famille, sur la base de l'aperçu de Sage (2016). Elles correspondent à des espèces uniques ou à des clades supposés avoir acquis la voie en C4  indépendamment. Dans certaines lignées qui comprennent également des espèces en C3 et des espèces intermédiaires en C3-C4, la voie en C4 peut avoir évolué plus d'une fois.

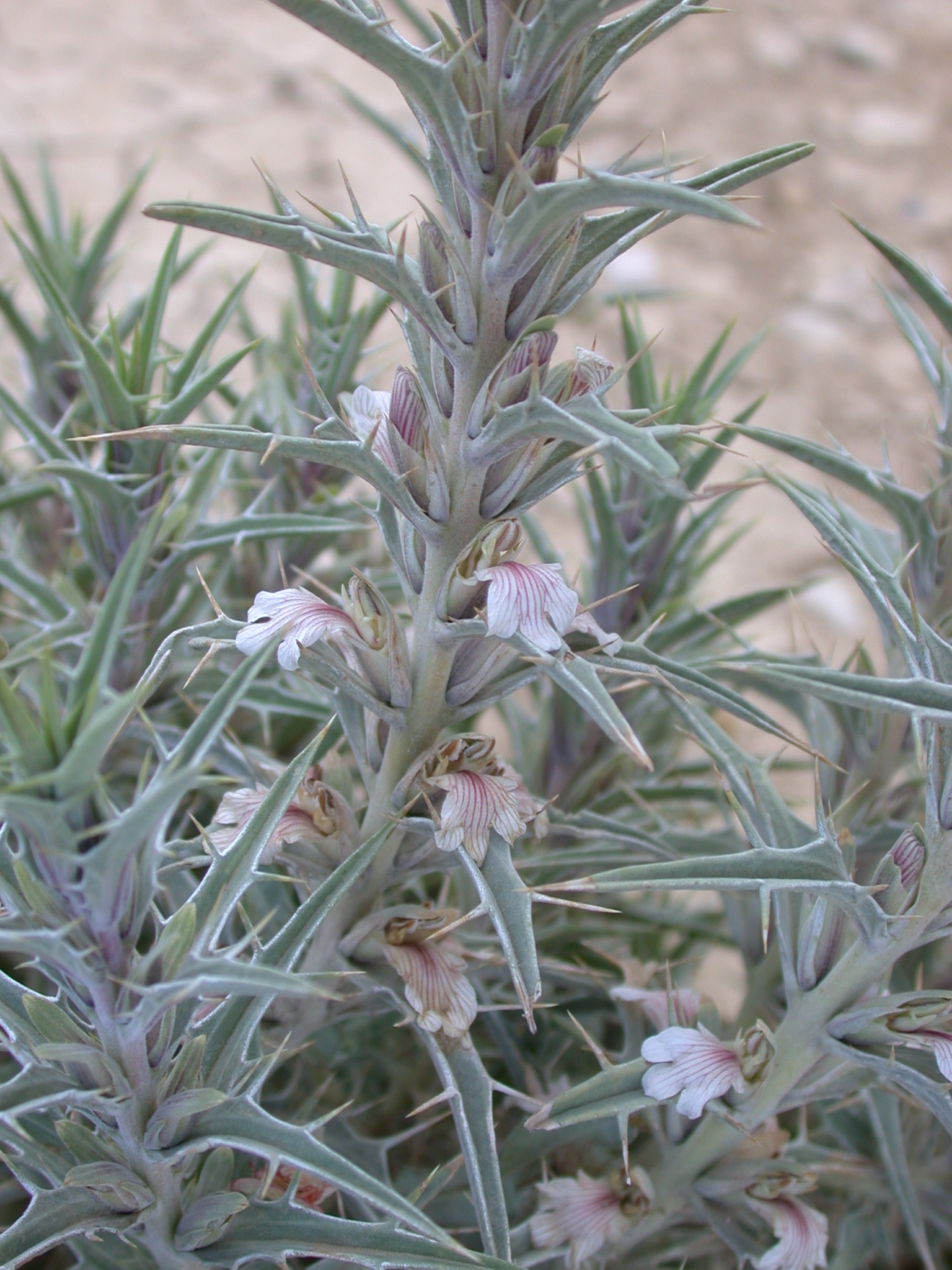
Blepharis attenuata (Acanthaceae) pousse dans les déserts.

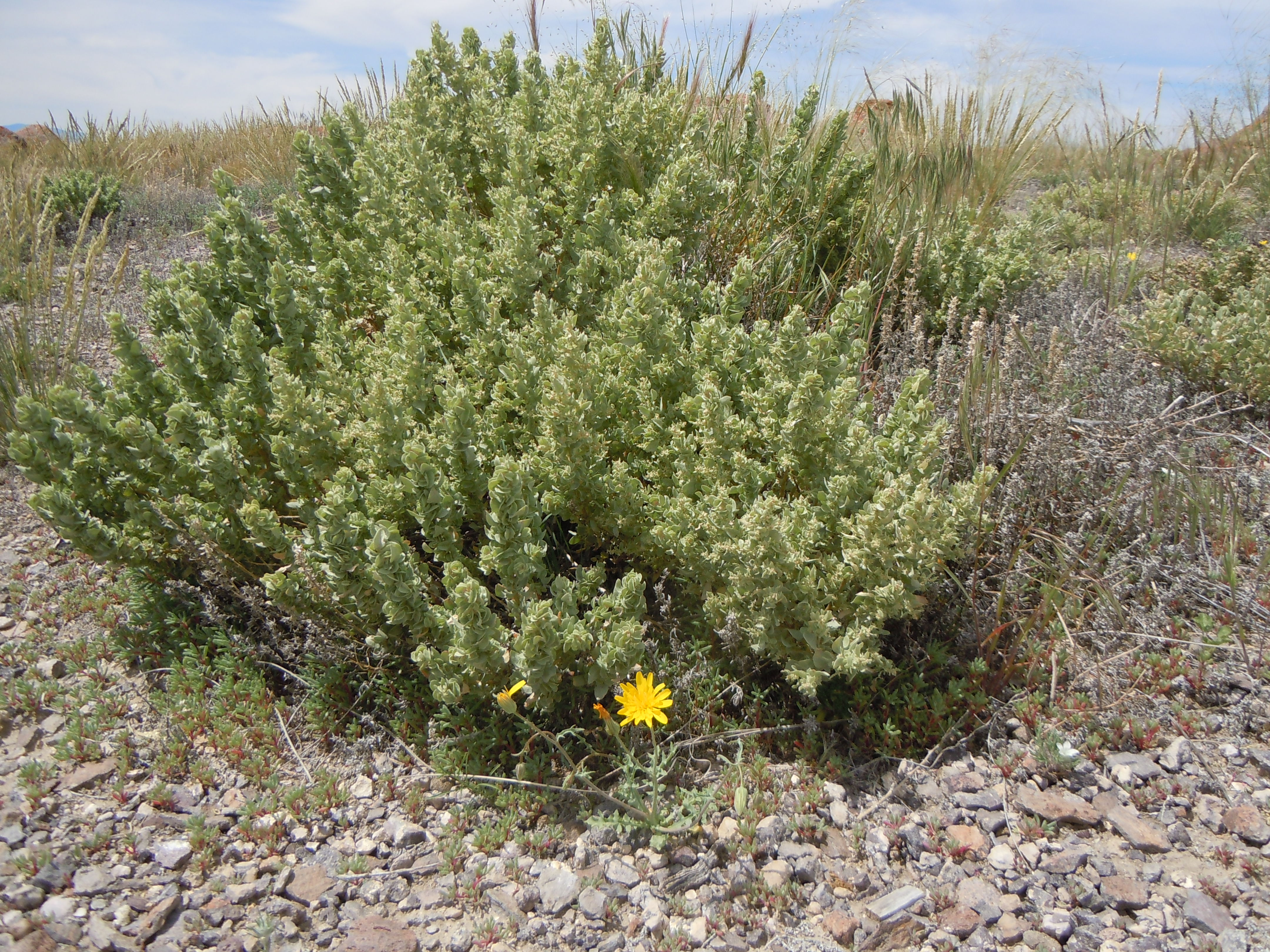
Shadscale (Atriplex confertifolia, Amaranthaceae) est un arbuste halophyte commun dans les steppes de l'ouest de l'Amérique du Nord.

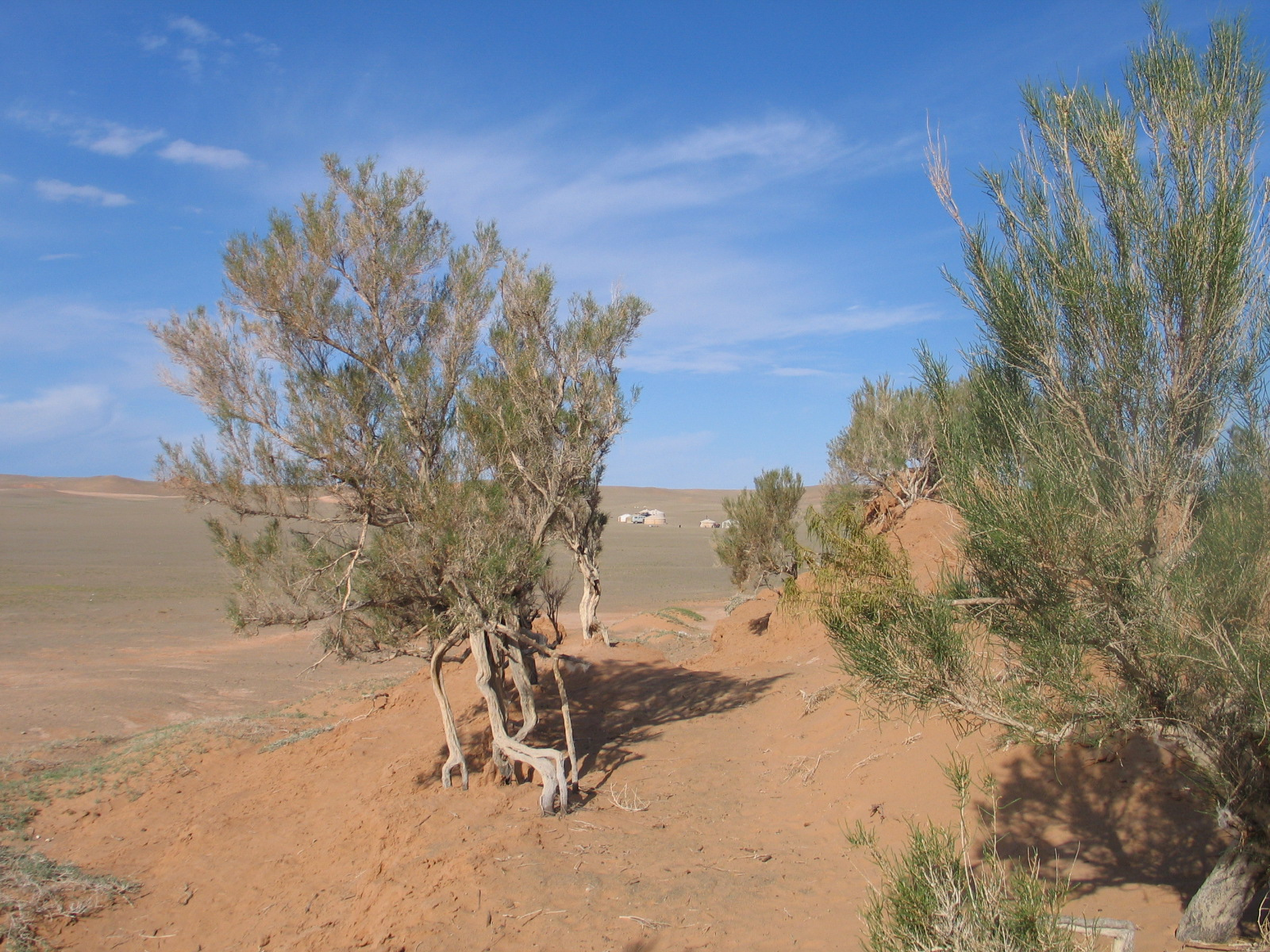
Le saxaul noir (Haloxylon ammodendron, Amaranthaceae) fournissait du carburant aux caravanes suivant la route de la soie en Asie centrale.

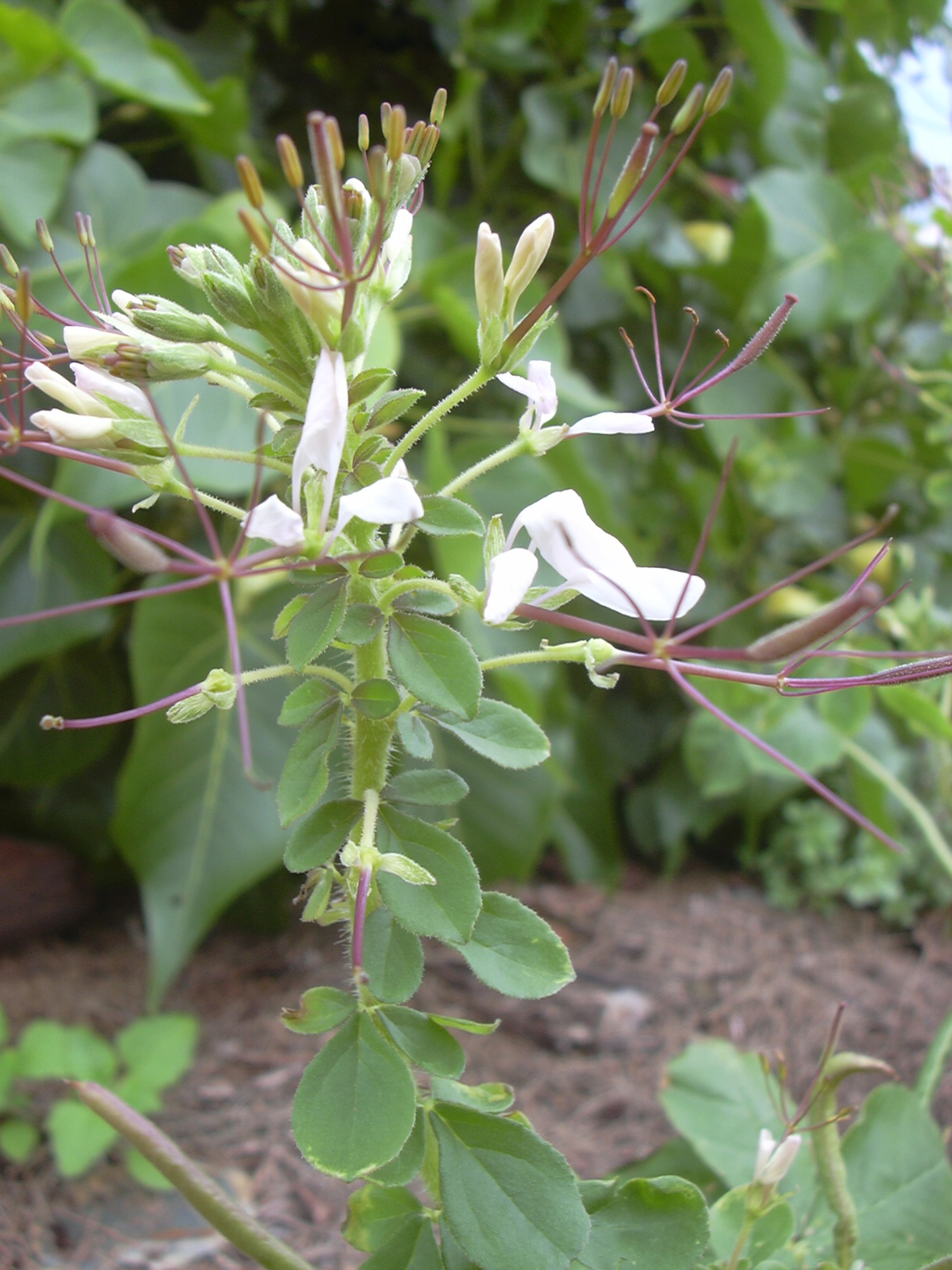
Cleome gynandra (Cleomaceae) a été une plante modèle en.

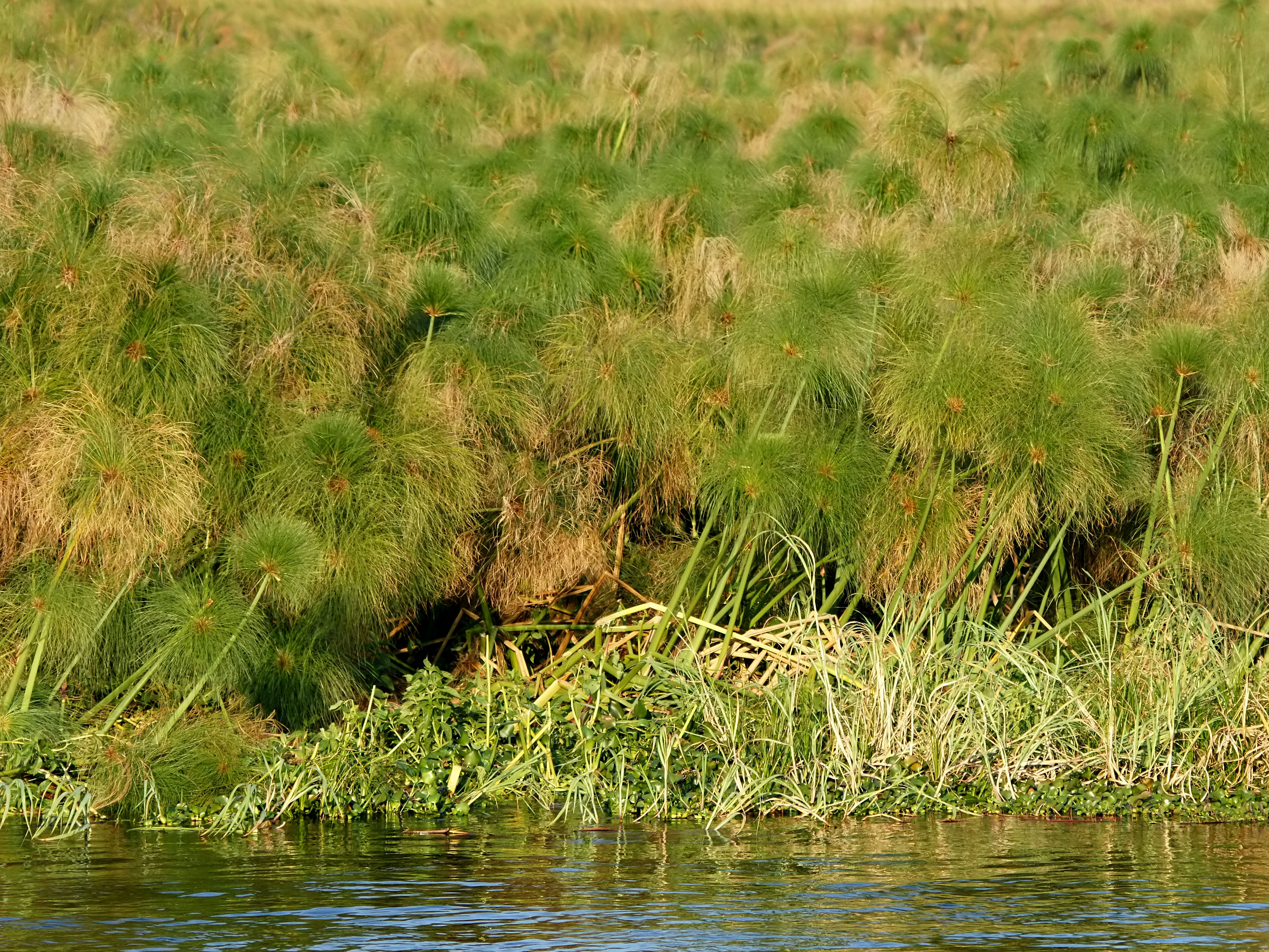
Le papyrus (Cyperus papyrus, Cyperaceae) a eu une importance culturelle majeure.

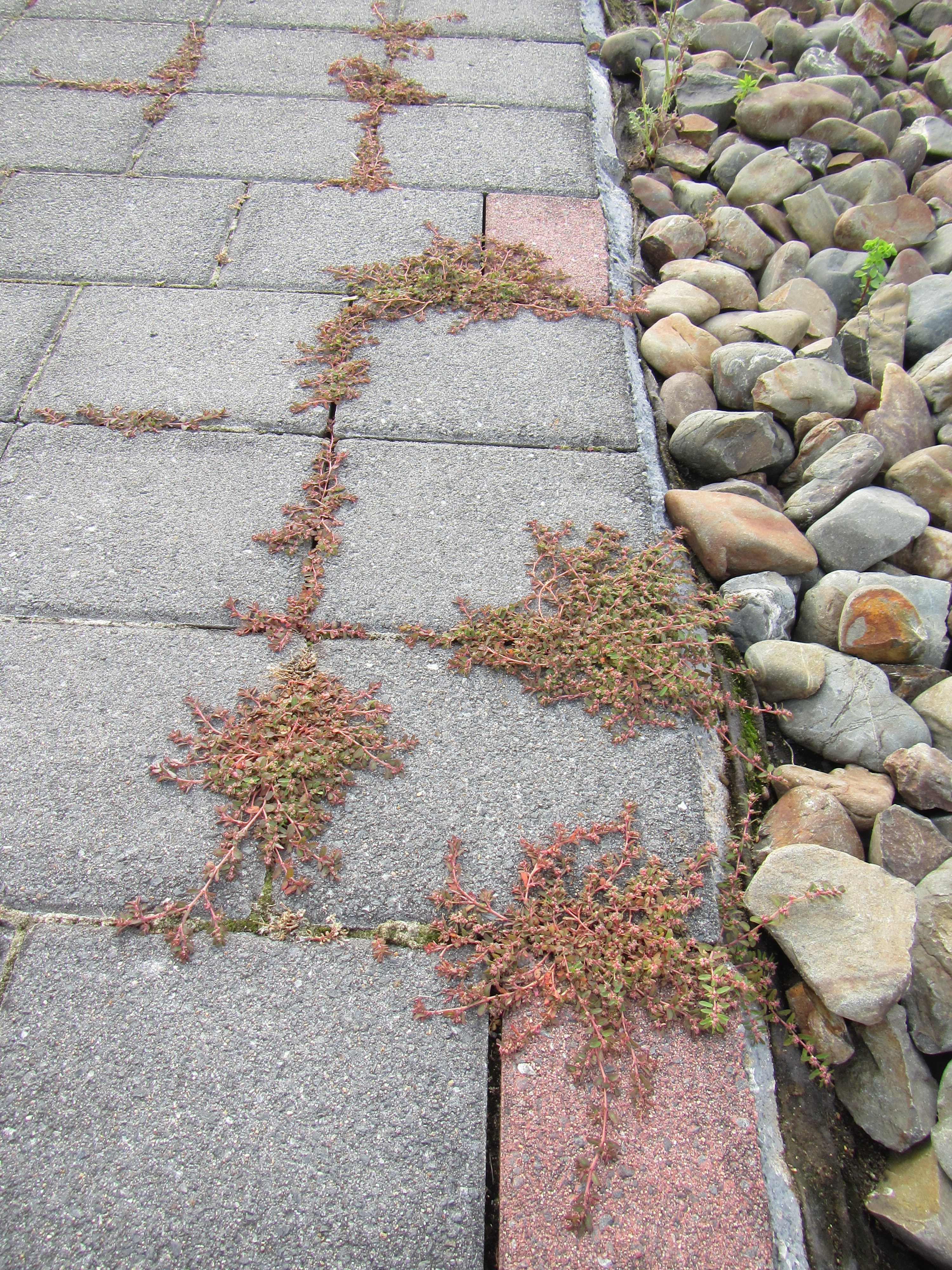
L'euphorbe maculée (Euphorbia maculata, Euphorbiaceae) pousse couramment dans les fissures des trottoirs en Amérique du Nord.

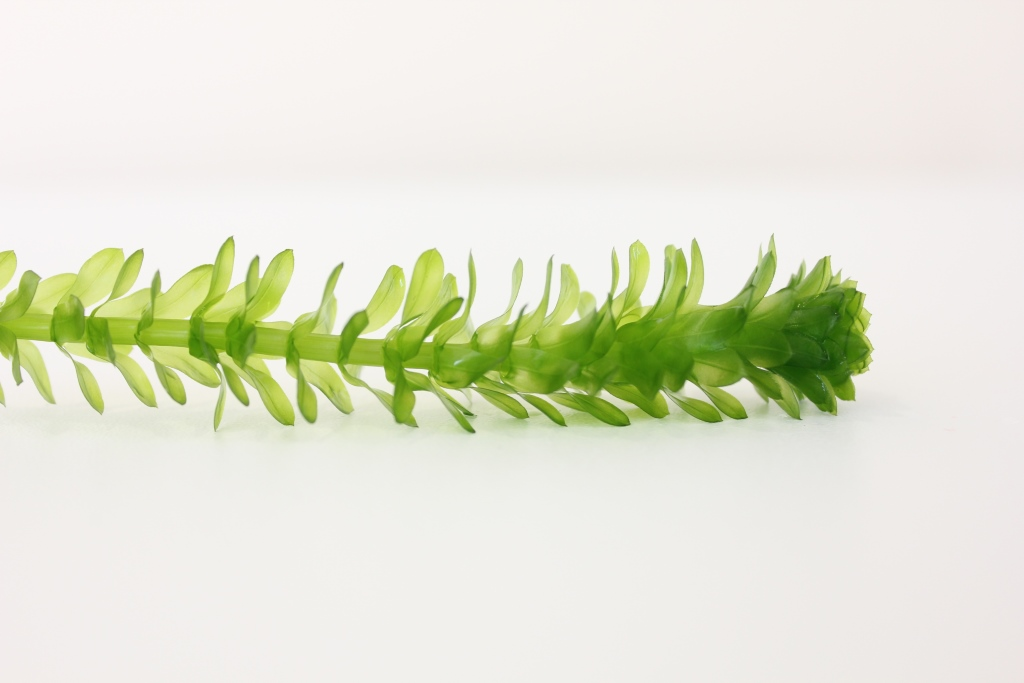
L'espèce aquatique Egeria densa (Hydrocharitaceae) utilise la voie en sous haute température et forte intensité lumineuse.

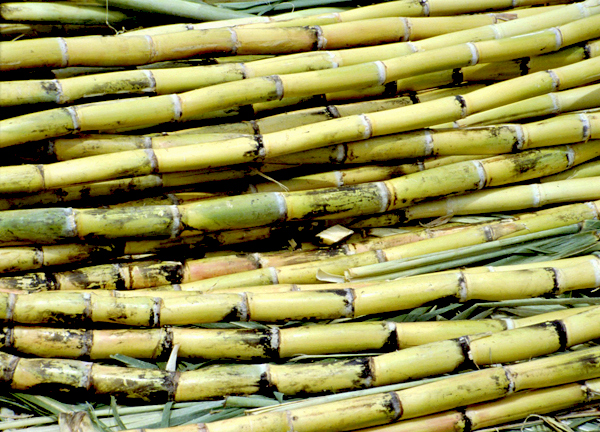
La canne à sucre (Saccharum officinarum, Poaceae) est cultivée pour le sucre et le bioéthanol.

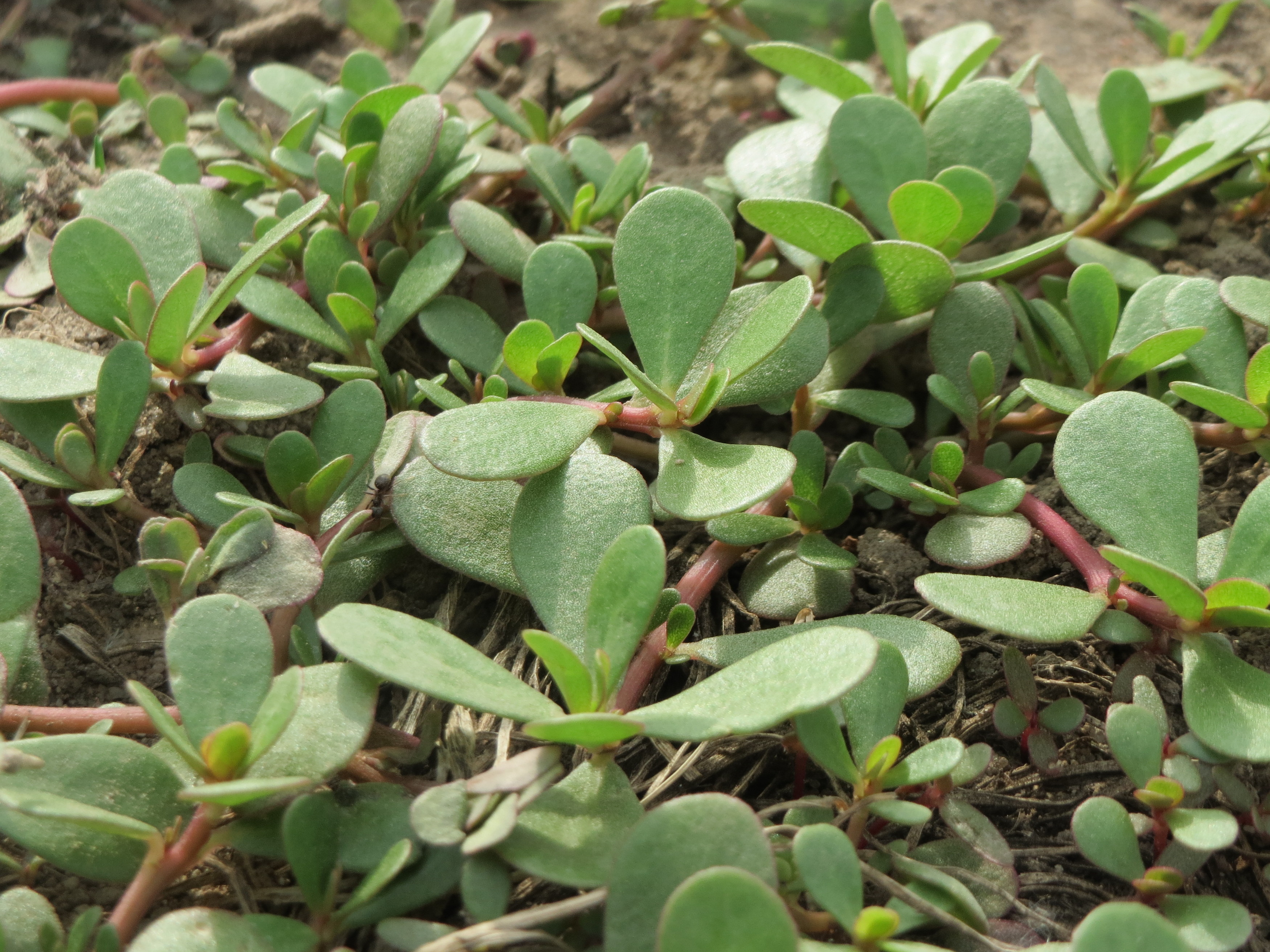
Le pourpier (Portulaca oleracea, Portulacaceae), une mauvaise herbe et un légume ancien, utilise à la fois la photosynthèse en et le métabolisme acide crassulacéen (CAM),.

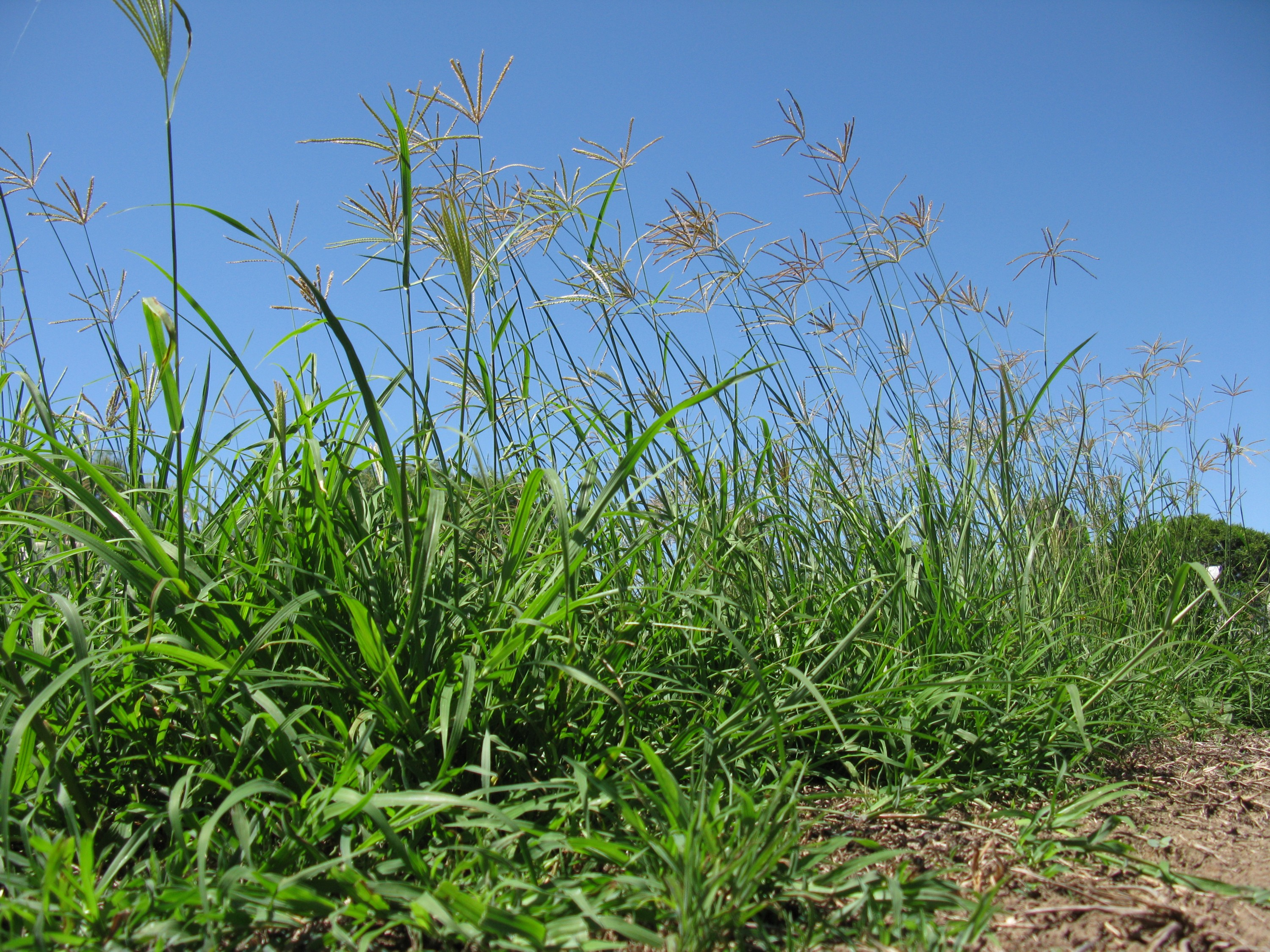
L'herbe de Rhodes (Chloris gayana, Poaceae) est une graminée fourragère majeure dans les zones tropicales.

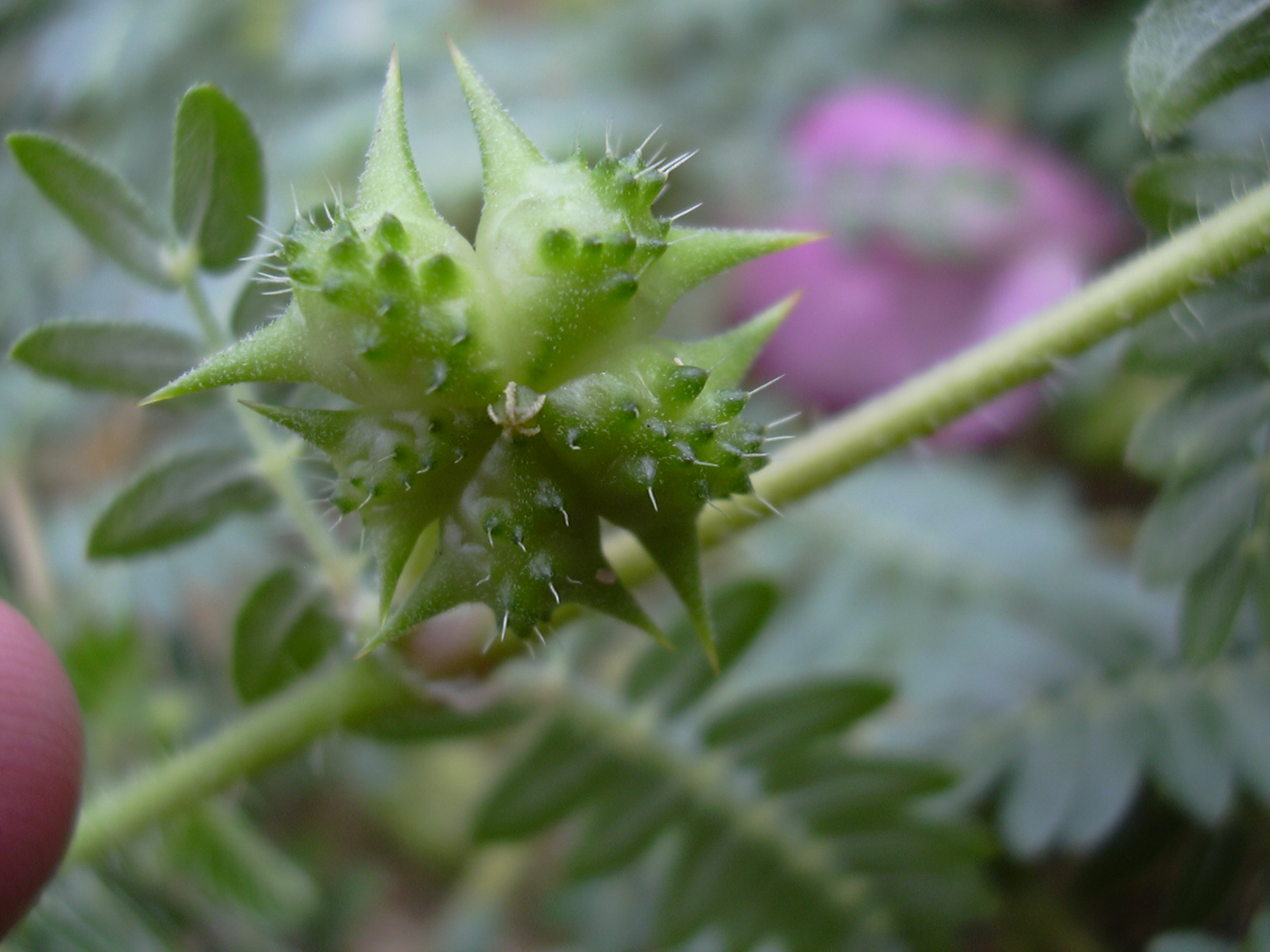
Les fruits épineux de la vigne à crevaison (Tribulus terrestris, Zygophyllaceae) peuvent même crever les pneus.

La grande famille des acanthes Acanthaceae comprend un genre avec des espèces en C4, que l'on trouve dans les habitats secs de l'Afrique à l'Asie.
- Blepharis - 15 espèces en C4, 1-4 origines

## Aizoacées
Tandis que de nombreuses espèces de la famille des  Aizoaceae utilisent le métabolisme de l'acide crassulacé (CAM), une sous-famille avec des plantes tolérantes à la sécheresse et halophytes comprend des espèces en C4 :
- Sesuvioideae - 30 espèces en C4, 1-6 origines

## Amaranthacées
La famille des amarantes Amaranthaceae (y compris l'ancienne famille des Chénopodiacées) contient environ 800 espèces C  connues, qui appartiennent à 14 lignées distinctes réparties en sept sous-familles. Cela fait des Amaranthacées la famille avec le plus d'espèces et de lignées C4 parmi les dycotylédones. Suaeda aralocaspica et les espèces du genre Bienertia utilisent un type particulier de fixation du carbone C4 unicellulaire,.
- Aerva (Amaranthoideae) - 4 espèces en C4[11]
- Alternanthera (Gomphrenoideae) - 17 espèces en C4 (comprend également les intermédiaires en C3-C4)[11]
- Amarante (Amaranthoideae) – 90 espèces en C4[11]
- Atriplex (Chenopodioideae) – environ 180 espèces en C4[12]
- Bassia - clade Camphorosma (Camphorosmoideae) - 24 espèces en C4  (comprend également un intermédiaire en C3-C4), 1–2 origines[13]
- Bienertia (Suaedoideae) – 3 espèces en C4[10],[14]
- Caroxyleae (syn. Caroxyloneae, Salsoloideae) – 157 espèces en C4[15],[16]
- Gomphrénoïdes (Gomphrenoideae) – 138 espèces en C4[11]
- Salsoleae (Salsoloideae) - 158 espèces en C4, 2–4 origines[15],[16]
- Suaeda aralocaspica (Suaedoideae)[10]
- Secte Suaeda. Salsine – 30 espèces en C4[10]
- Secte Suaeda. Schoberia - 9 espèces en C4[10]
- Tecticornia – (Salicornioideae) 2 espèces en C4[17]
- Tidestromia (Gomphrenoideae) - 8 espèces en C4[11]

## Astéracées
La famille composite des Asteraceae contient trois lignées en C4, dans deux tribus différentes de la sous-famille des Asteroideae,. Elles comprennent le genre modèle Flaveria avec des espèces en C3, en C4 et des espèces intermédiaires.
- Flaveria (Tageteae) - 7 espèces en C4, 2–3 origines (comprend également des intermédiaires en C3)[1],[19],[20]
- Coreopsidae - 41 espèces en C4[18]
- Pectis (Tageteae) – 90 espèces en C4[21]

## Boraginacées
La famille de la bourrache Boraginaceae contient un genre répandu, Euploca, en C4 qui a également été traité comme faisant partie d'une famille distincte des Heliotropiaceae.
- Euploca (comprend également les intermédiaires en C3-C4[23]) - 130 espèces en C4, 1–3 origines[1]

## Cléomacées
Les Cleomaceae, anciennement incluses dans la famille des Capparaceae, contiennent trois espèces en C4 du genre Cleome. Ces trois espèces ont acquis indépendamment la voie en C4; le genre contient également de nombreuses espèces en C3  ainsi que des espèces intermédiaires en C3-C4,,.
- Cléome angustifolia
- C. gynandra
- C. oxalidéa

## Caryophyllacées
Dans la famille des œillets Caryophyllaceae, la voie en C4 a évolué une fois, dans un clade du genre polyphylétique Polycarpaea,.
- Polycarpées – 20 espèces en C4

## Cypéracées
La famille des joncs Cyperaceae est la deuxième après les graminées en nombre d'espèces en C4. Les joncs proéminents en C4 comprennent des espèces culturellement importantes telles que le papyrus (Cyperus papyrus) et le souchet comestible (C. esculentus) mais aussi le souchet rond (C. rotundus), l'une des principales mauvaises herbes du monde. Eleocharis vivipara utilise la fixation du carbone en C3 dans les feuilles sous-marines et la fixation du carbone en C4 dans les feuilles aériennes.
- Bulbostylis – 211 espèces en C4
- Cypérus – 757 espèces en C4
- Eleocharis ser. Tenuissimae – 10 espèces en C4
- Eleocharis vivipare
- Fimbristylis – 303 espèces en C4
- Rhynchospora – 40 espèces en C4

## Euphorbiacées
La famille des euphorbes Euphorbiaceae contient la plus grande lignée unique en C4 parmi les dicotylédones. Les euphorbes en C4 sont diverses et répandues; elles vont des herbes adventices jusqu'aux seuls arbres en C4 connus - quatre espèces d'Hawaï, dont Euphorbia olowaluana (jusqu'à 10 m) et E. herbstii (jusqu'à 8 m),.
- Euphorbia sous-genre Chamaesyce section Anisophyllum (également traité comme genre Chamaesyce) – 350 espèces en C4 (incluant également des espèces espèces en C3 et en C3-C4)

## Gisekiaceae
Contient un genre en C4 avec une seule espèce.
- Gisekia pharnacioides[27]

## Hydrocharitacées
Inclut les seules plantes aquatiques en C4 connues.
- Égéria densa
- Hydrille verticillée

## Molluginacées
Les deux espèces en C4 d'un même genre ont acquis la voie indépendamment.
- Mollugo – 2 espèces en C4, 2 origines

## Nyctaginacées
- Allionia – 2 espèces en C4
- Boerhavia – 42 espèces en C4

## Polygonacées
- Calligonum – 80 espèces en C4

## Portulacacées
Le genre unique de cette famille forme une lignée C4. La photosynthèse CAM est également connue. Le pourpier commun (Portulaca oleracea) est une adventice majeure mais aussi un légume.
- Pourpier – 100 espèces en C4, 1–2 origines

## Poacées
La famille des graminées comprend la plupart des espèces en C4 connues - environ 5000. On ne les trouve que dans les sous-familles du clade PACMAD. Les principales cultures C4  telles que le maïs, la canne à sucre, le sorgho et le mil appartiennent à cette famille. La seule espèce connue avec des variants en C3, en C4 et intermédiaires, Alloteropsis semialata, est une graminée.
- Aristida – 288 espèces en C4
- Stipagrostis – 56 espèces en C4
- Chloridoideae (sans Centropodieae) – 1596 espèces en C4
- Centropodes - 4 espèces en C4
- Ériachné – 50 espèces en C4
- Tristachyideae – 87 espèces en C4
- Andropogoneae – 1228 espèces en C4 (dont maïs, canne à sucre, sorgho)
- Reynaudia filiformis
- Axonopus – 90 espèces en C4
- Paspalum – 379 espèces en C4
- Anthaenantia - 4 espèces en C4
- Clade Arthropoginae/ Mesosetum – 35 espèces en C4, 1–2 origines
- Clade Arthropoginae / Onchorachis - 2 Cespèces en C4
- Clade Arthropoginae / Colaeteania - 7 espèces en C4, 1–2 origines
- Anthephorinae – 286 espèces en C4
- Echinochloa – 35 espèces en C4
- Neurachne – Paraneurachne – 2 espèces en C4, 2 origines
- Melinidinae–Panicinae–Cenchrinae – 889 espèces en C4
- Alloteropsis - 5 espèces en C4, 1–2 origines (incl. C3 et intermédiaire)

## Scrophulariacées
- Anticharis - 4 espèces en C4

## Zygophyllacées
- Tribuloideae - 37 espèces en C4, 1–2 origines
- Tetraena simplex